# 대악후보
《대악후보》(大樂後譜)는 영조 35년(1759년)에 서명응이 세조 때의 음악을 편집한 7권 7책의 필사본 악보이다. 1998년 12월 18일 대한민국의 보물 제1291호로 지정되었다.

## 개요
조선 영조 35년(1759) 서명응이 세조 때의 음악을 모아 두꺼운 종이에 편집한 7권 7책의 악보이다. 크기는 가로 31.4cm, 세로 44.5cm이며, 세종 때의 음악 22곡을 모아 수록한 《대악전보》는 청일전쟁(1894∼1895) 때 없어져 전하지 않는다.
이 책의 권1에는 세조 때의 《속악보서》, 《속악보》에서 가져온 8곡이, 권2에는 《시용보태평도》에서 가져온 13곡, 권3에는 《시용향악보》에서 〈치화평〉과 〈취태평〉이, 권4에는 《시용향악보》의 〈봉황음〉, 권5에는 《시용향악보》의 〈진작〉 등 6곡, 권6에는 《시용향악보》의 〈만대엽〉 등 7곡이, 권7에는 〈동동〉 외 4곡이 실려있다. 특히 권5에서 권7까지에 수록된 것은 고려 후기 또는 조선 전기의 악보로 귀중한 것이다.
이 책은 18세기 간행된 악보이기는 하나, 《조선왕조실록》과 별개로 독립되어 최초로 관에서 편찬한 악보이며, 세조 때의 음악을 비롯하여 여러 시기 음악을 담고 있다는 점과, 고려에서 전래된 정읍 등 다양한 향악곡 및 조선후기까지 다양한 변화와 생성과정을 거친 정악곡의 초기형태를 수록하고 있다는 점에서 높이 평가되는 역사적인 자료이다.

## 참고 문헌
- 대악후보 - 국가유산청 국가유산포털